# جودي رينولدز
جودي رينولدز (بالإنجليزية: Judy Reynolds)‏ هي فارسة سباق أيرلندية، ولدت في 11 يونيو 1981 في كيلدير في جمهورية أيرلندا.

## وصلات خارجية
- جودي رينولدز على موقع الاتحاد الدولي للفروسية (الإنجليزية)
- جودي رينولدز على موقع FEI (رابط بديل) (الإنجليزية)
- جودي رينولدز على موقع أوليمبيديا (الإنجليزية)